# Nesslau-Krummenau
Nesslau-Krummenau is een voormalige gemeente in het Zwitserse kanton Sankt Gallen, en maakt deel uit van het district Toggenburg.

## Geschiedenis
De gemeente werd op 1 januari 2005 werd de gemeente gevormd door de fusie van de toenmalige gemeente Krummenau en Nesslau. Op 1 januari 2013 fuseerde de geemente met Stein tot een gemeente die weer de naam Nesslau kreeg.
- Historisch woordenboek van Zwitserland: 048812
- Virtual International Authority File: 235741746